# Toxocarpus barbatus
Toxocarpus barbatus är en oleanderväxtart som beskrevs av Rudolf Schlechter. Toxocarpus barbatus ingår i släktet Toxocarpus och familjen oleanderväxter. Inga underarter finns listade i Catalogue of Life.